# 2000 Man
Pistes de Their Satanic Majesties Request
In Another Land
(3) Sing This All Together (See What Happens)
(5)
2000 Man est une chanson du groupe britannique The Rolling Stones, figurant sur leur album Their Satanic Majesties Request, sorti en 1967. Elle a été reprise par Kiss en 1979 sur leur album Dynasty.
Écrite par Mick Jagger et Keith Richards, la chanson est enregistrée durant les sessions de l'album aux studios Olympic à Londres entre le 20 et 30 août et du 1 au 7 septembre 1967.

## Analyse artistique

### Analyse des paroles
Et si l'histoire n'était qu'un éternel recommencement ? C'est ce que semble dire Mick Jagger dans 2000 Man. L'homme de l'an 2000 ne sera pas mieux compris de ses enfants que celui d'hier et d'aujourd'hui. Pour le chanteur, le futur ne semble pas synonyme de progrès pour l'homme, le progrès technique ne conduisant pas forcément à l'épanouissement personnel : 

« Mon nom est un numéro un morceau de film de plastique
Et je fais pousser des fleurs toutes petites sur le rebord de la fenêtre »

L'évolution des mœurs ne s'annonce pas enthousiasmante : 

« Bien que ma femme continue de me respecter je la maltraite durement
J'ai une relation avec un ordinateur rencontré par hasard »

### Structure musicale
D'après Mick Jagger en 1968, les séances devenaient "de plus en plus bizarres à mesure qu'ils avançaient [dans l'enregistrement de l'album]". 2000 Man enregistré en octobre en fin de production en est la preuve. La chanson est construite en trois parties. Une première partie avec une intro acoustique jouée par Keith Richards de façon folk, appuyée sans doute par Brian Jones au dulcimer électrique. Selon les biographes Philippe Margotin et Jean-Michel Guesdon, cette partie est gâchée par l'étrange jeu rythmique hors-sujet de la batterie de Charlie Watts malheureusement mixé en avant avec un écho appliqué sur la caisse claire.
La première partie folk cède la place à une seconde partie bien en place et le morceau évolue en rock énergique et la rythmique est bien opérationnelle. Keith Richards se charge à la fois de la guitare rythmique et de la guitare solo, tandis que Nick Hopkins accompagne à l'orgue. Enfin en dernière partie, la chanson revient dans la première partie, mais avec une rythmique et des arrangements cohérents. Mick Jagger assure son chant dans un registre haut avant de retrouver ses marques dans la partie rock où il se double. 
Selon les biographes Jean-Michel Guesdon et Philippe Margotin, 2000 Man est une chanson trop confuse et compliquée pour sonner vrai.

## Fiche de production
- Mick Jagger : chant
- Keith Richards : guitares
- Brian Jones : dulcimer électrique
- Bill Wyman : basse
- Charlie Watts : batterie
- Nicky Hopkins : orgue
- Glyn Johns : ingénieur du son (assisté par Eddie Kramer)

## Reprise deKiss
Pistes de Dynasty
I Was Made for Lovin' You Sure Know Something

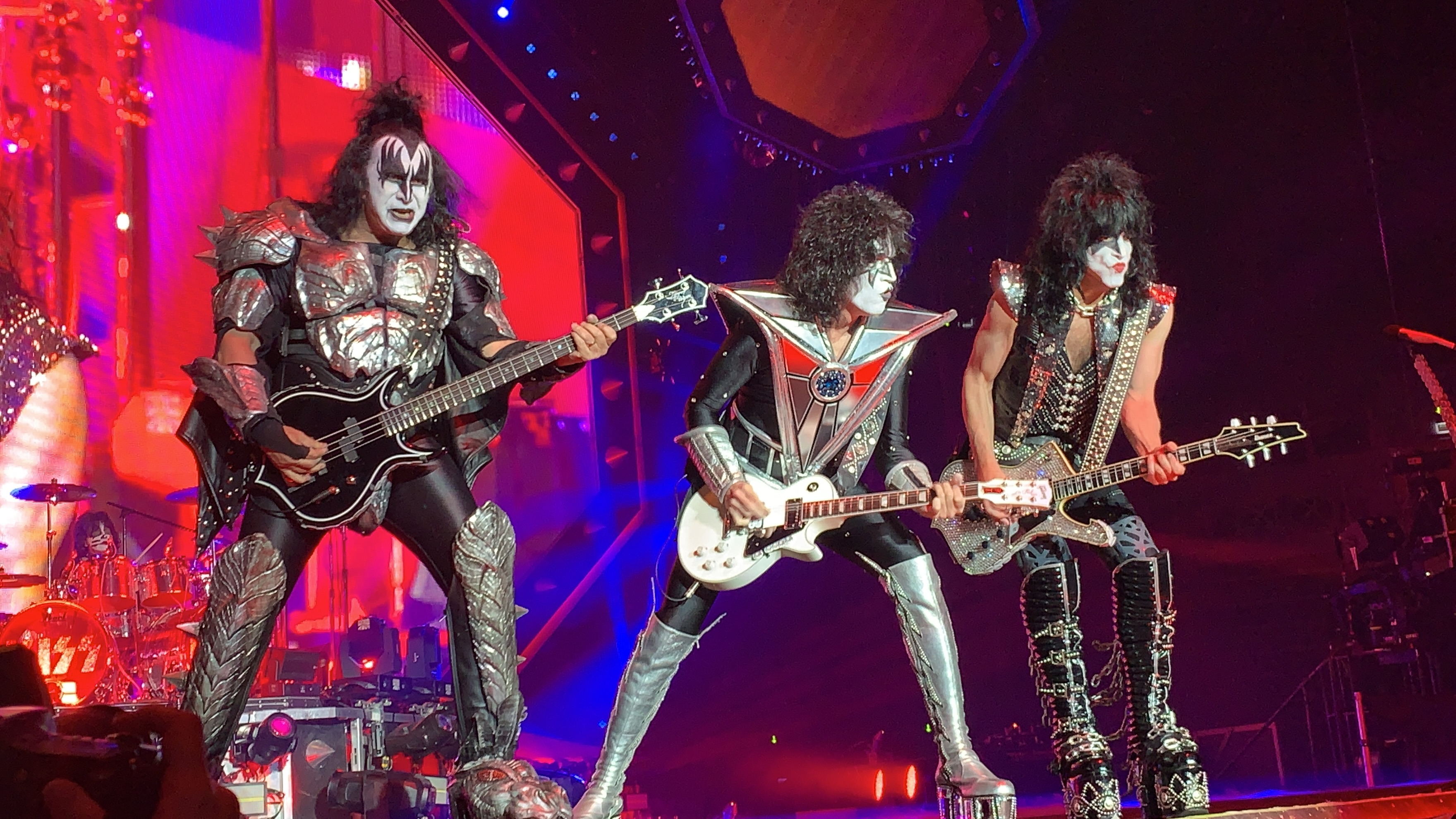
Le groupe Kiss (ici en 2019) a repris la chanson pour l'album Dynasty en 1979.

2000 Man a fait l'objet d'une reprise par le groupe américain Kiss, en 1979. Chantée par le guitariste Ace Frehley, cette reprise apparaît sur l'album Dynasty, et apporte beaucoup de modifications par rapport au titre d'origine pour l'inscrire dans un registre nettement plus Rock. Kiss l'a interprété de manière régulière lors des concerts s'inscrivant dans le cadre de la tournée promotionnelle de Dynasty, en 1979, et de la tournée liée à l'album suivant, Unmasked, en 1980. Frehley a ensuite quitté le groupe, et Kiss n'a plus jamais interprété 2000 jusqu'en 1996, lorsque le line-up original, incluant Frehley, s'est réuni. 2000 figure en version acoustique sur le live Kiss Unplugged, enregistré en 1995, et sera joué de manière irrégulière par le groupe en concert entre 1996 et 2001, jusqu'au nouveau départ d'Ace Frehley à l'issue du Farewell Tour. Kiss a notamment interprété ce titre lors du passage à l'an 2000 pendant leur concert à Vancouver, dans la nuit du 31 décembre 1999 au 1er janvier 2000.
2000 Man fait partie des titres de Kiss les plus facilement associés à Ace Frehley et à son personnage, le Spaceman. Contrairement à d'autres chansons, Kiss n'a jamais joué ce titre en son absence. Frehley l'interprète régulièrement lors de ses concerts en tant qu'artiste solo.

### Composition du groupe (Kiss)
- Ace Frehley - chants, guitare soliste
- Paul Stanley - guitare rythmique
- Gene Simmons - basse, chœurs
- Anton Fig - batterie (Fig remplaçait alors officieusement Peter Criss en studio)